# Cova de les Meravelles d'Alzira
La cova o torre de les Meravelles es troba a la partida de Vilella d'Alzira, prop del límit amb el terme municipal de Carcaixent. Té la peculiaritat de tindre una torre quadrangular erigida el 1912 per tancar i controlar-ne l'accés.
La cova està inclosa en el catàleg de coves del País Valencià. L'any 2006, la Comunitat Econòmica Europea la incloïa en la llista de llocs d'importància comunitària de la regió biogeogràfica mediterrània (LIC), per la qual cosa l'entrada a la cova està restringida de l'1 de març a l'1 de desembre.

## Història
La torre va ser dissenyada per l'arabista carcaixentí Julián Ribera Tarragó. Crida l'atenció per les seues proporcions i per haver tingut decorats amb mosaics els murs exteriors, un dels quals, situat al mur de ponent, amb una mitja lluna blava, es conserva gairebé intacte.
La cova presenta dues boques separades per pocs metres. La utilitzada per a l'entrada es troba a l'interior de la torre quadrangular i dona pas a una galeria descendent de 10 metres, que dona accés a una sala de 35 x 20 x 7 metres, amb abundants formacions litogèniques i material clàstic. Explorada el 1880 per Ehlers i Martínez Escala, s'hi va trobar una nova espècie d'escarabat, l'Anillochlamys tropica, descrita el 1881. Posteriorment, la cavitat va ser topografiada per V. Atrotinat l'any 1968.

## Descripció
El seu interior alberga petites quantitats de ratpenats en les èpoques d'hibernació i reproducció. Una de les diferents espècies que l'habita és el ratpenat de ferradura (Rhinolophus mehelyi), una espècie descrita com a vulnerable en la Directiva d'Hàbitats (annex II), Llibre Roig Espanyol (1992). La seua distribució és circummediterrània, i n'hi ha poblacions a Itàlia, península Ibèrica, península Balcànica i la franja costanera del nord d'Àfrica. A l'estat espanyol, s'estima una població total de 3.000 a 4.000 exemplars. Al País Valencià, amb prou feines s'han registrat diverses desenes d'exemplars repartits en tres cavitats.
Un altre dels habitants habituals de la cavitat és el ratpenat de peus grans (Myotis capaccinii). Igual que el seu congènere, està inscrit en la Directiva d'Hàbitats (annex II), Llibre Roig Espanyol (1992), com a espècie en perill. L'espècie és present a la franja costanera del Magrib i a l'Europa mediterrània. Encara que més estesa que l'espècie anterior, s'estima que el 25% de la població mundial rau en el país. El fàcil accés a la cova i la seua proximitat a la població causa que hi hagen entrat persones no conscienciades amb el respecte a la natura, de manera que el seu interior es troba en bastant mal estat.
El ratpenat de peus grans (Myotis capaccinii) i el de ferradura (Rhinolophus mehelyi) són espècies catalogades en perill d'extinció. Per la qual cosa, la Conselleria de Territori i Habitatge ha elaborat un pla recuperador en què s'han restringit l'entrada a 18 cavitats. Per decret 82/2006, de 9 de juny, queda restringit l'accés durant tot l'any a l'esmentada cova de les Meravelles d'Alzira.